# Lidé sobě
Projekt Lidé sobě sestavila reklamní agentura Idea69 v roce 2008, která se jím snažila komunikovat vysokou nehodovost na českých silnicích. Webová stránka měla za účel šokovat návštěvníky svým obsahem (zejména fotografiemi z dopravních nehod). 
Již necelý týden po spuštění projektu se stala webová stránka terčem kritiky ze strany nemocnic a lékařů, kteří označili otázku transplantací jako "choulostivé téma". Reakci lékařů odvysílala Česká televize a obsah webové stránky prověřila Policie ČR v kraji Pardubice. Projekt byl medializován i ze strany TV Nova, která obsah webové stránky označila za šokující. Ředitelem společnosti Idea69, který se k Lidé Sobě vyjádřil byl Michal Strnad. Na tvorbě webové stránky se z velké části podílel webdesigner a programátor Miroslav Holec, mimo jiné zakladatel české komunity elektronické hudby.